# Тур де Франс 2023
Тур де Франс 2023 — 110-а велогонка Тур де Франс, яка стартувала 1 липня в Більбао (Іспанія) і фінішувала 23 липня на Єлисейських полях в Парижі (Франція).

## Команди
Всього беруть участь 22 команди, з яких 18 команд UCI WorldTeam. Також Lotto-Dstny і TotalEnergies, як дві найкращі команди UCI ProTeam попереднього сезону. На останні два місця організатори запросили з UCI ProTeam ізраїльську Israel-Premier Tech та Uno-X Pro Cycling Team — першу норвезьку команду на Тур де Франс. Стартовий пелотон складався зі 176 гонщиків, з яких XXX фінішували.
| UCI WorldTeam (18) | UCI WorldTeam (18) |
| --- | --- |
| AG2R Citroën Team Alpecin–Deceuninck Arkéa-Samsic Astana Qazaqstan Team Bora–Hansgrohe Cofidis EF Education–EasyPost Groupama-FDJ Ineos Grenadiers | Intermarché-Circus-Wanty Lidl–Trek Movistar Team Soudal Quick-Step Team Bahrain Victorious Team DSM–Firmenich Team Jayco–AlUla Team Jumbo–Visma UAE Team Emirates |

| ProTeams (4)                           | ProTeams (4)                       |
| -------------------------------------- | ---------------------------------- |
| Israel–Premier Tech Team TotalEnergies | Lotto–Dstny Uno-X Pro Cycling Team |

## Етапи
Тур де Франс 2023 року стартував в Більбао. Французька багатоденка вдруге стартувала в іспанській Країні Басків, де пройшли перші три етапи змагань. Вперше Тур де Франс стартував тут 1992 року.
Тур 2023 мав лише два етапи довжиною 200 км і більше.
Перший етап мав горбистий профіль та 3300 метрів набору висоти. До його маршруту було включено одну гору четвертої, одну другої та три гори третьої категорії.
Другий етап включав у себе частину вибоїстого маршруту класичного Сан-Себастьяна, у тому числі його головну складність — Хайзкібель. Тур 2023 також ознаменувався поверненням на Пюї-де-Дом— вперше з 1988 року.
Міста, які вперше приймали старт та/або фініш: Більбао та Аморебієта-Ечано (Країна Басків), Ногаро (Жер), Сент-Урс-Ле-Рош на території парку «Вулканія» (Пюї-де-Дом), Мулен (Альє), Бельвіль-ан-Божоле (Рона), Шатійон-сюр-Шаларонн (Ен), Ле-Же, Пассі та Комблу (Верхня Савоя), Поліньї (Жура), Феллерен (Верхній Рейн).
З моменту запровадження індивідуальних гонок на час у 1934 році цей Тур де Франс мав найкоротшу (і єдину) індивідуальну гонку — довжиною 22 км.
У 2023 році особлива увага на Тур де Франс була приділена горам: 30 підйомів другої категорії або вище. Під час перегонів були відвідані всі п'ять гірських масивів Франції (Альпи, Юра, Центральний масив, Піренеї та Вогези).
| Етап | Дата     | Маршрут                                                        | Дистанція (км) | Переможець етапу   | Лідер заліку   |
| ---- | -------- | -------------------------------------------------------------- | -------------- | ------------------ | -------------- |
| 1    | 1 липня  | Більбао — Більбао                                              | 182            | Адам Єйтс          | Адам Єйтс      |
| 2    | 2 липня  | Віторія — Сан-Себастьян                                        | 209            | Віктор Лафей       | Адам Єйтс      |
| 3    | 3 липня  | Аморебієта-Ечано — Байонна                                     | 185            | Єсрер Філіпсен     | Адам Єйтс      |
| 4    | 4 липня  | Дакс — Ногаро                                                  | 182            | Єсрер Філіпсен     | Адам Єйтс      |
| 5    | 5 липня  | По — Ларенс                                                    | 165            | Джей Гіндлі        | Джей Гіндлі    |
| 6    | 6 липня  | Тарб — Котере                                                  | 145            | Тадей Погачар      | Йонас Вінгегор |
| 7    | 7 липня  | Мон-де-Марсан — Бордо                                          | 170            | Єсрер Філіпсен     | Йонас Вінгегор |
| 8    | 8 липня  | Лібурн — Лімож                                                 | 201            | Мадс Педерсен      | Йонас Вінгегор |
| 9    | 9 липня  | Сен-Леонар-де-Нобла — Пюї-де-Дом                               | 184            | Майкл Вудс         | Йонас Вінгегор |
|      | 10 липня | Клермон-Ферран                                                 |                | Вихідний день № 1  |                |
| 10   | 11 липня | Вулканія — Іссуар                                              | 167            | Пельо Більбао      | Йонас Вінгегор |
| 11   | 12 липня | Клермон-Ферран — Мулен                                         | 180            | Єспер Філіпсен     | Йонас Вінгегор |
| 12   | 13 липня | Роанн — Бельвіль-ан-Божоле                                     | 169            | Іон Ізагірре       | Йонас Вінгегор |
| 13   | 14 липня | Шатійон-сюр-Шаларонн — Гран-Коломб'є                           | 138            | Міхал Квятковський | Йонас Вінгегор |
| 14   | 15 липня | Аннмасс — Морзін — Порт-дю-Солей                               | 152            | Карлос Родрігес    | Йонас Вінгегор |
| 15   | 16 липня | Ле-Же — Порт-дю-Солей — Сен-Жерве-ле-Бен — Монблан — Ле Бетекс | 180            | Ваут Пульс         | Йонас Вінгегор |
|      | 17 липня | Сен-Жерве-ле-Бен — Монблан                                     |                | Вихідний день № 2  |                |
| 16   | 18 липня | Пассі — Комблу                                                 | 22             | Йонас Вінгегор     | Йонас Вінгегор |
| 17   | 19 липня | Сен-Жерве-ле-Бен — Монблан — Куршевель                         | 166            | Фелікс Ґалль       | Йонас Вінгегор |
| 18   | 20 липня | Мутьє — Бург-ан-Бресс                                          | 186            | Каспер Асгрін      | Йонас Вінгегор |
| 19   | 21 липня | Муаран-ан-Монтань — Поліньї                                    | 173            | Матей Могоріч      | Йонас Вінгегор |
| 20   | 22 липня | Бельфор — Феллерен                                             | 133            | Тадей Погачар      | Йонас Вінгегор |
| 21   | 23 липня | Сен-Кантен-ан-Івлін — Париж — Єлисейські Поля                  | 115            | Йорді Мьюс         | Йонас Вінгегор |